# Иркутская соборная мечеть
Иркутская Соборная мечеть — джума-мечеть Иркутска, духовный центр Байкальского муфтията, традиционно объединяющий татар-башкирскую общину города и области.

## История

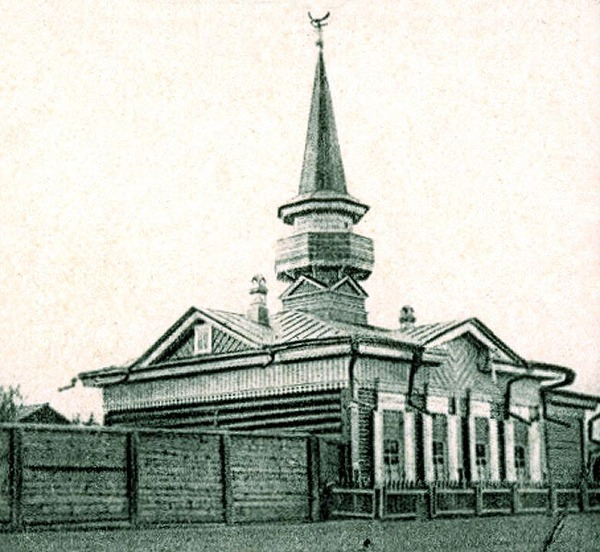

Основателями мечети считаются иркутские купцы Зафигулла и Шайхулла Шафигуллины, учредители торгового дома «Братья Шафигуллины», специализировавшегося на торговле мехами.
В 1897 году они пожертвовали под строительство мечети городскую усадьбу и постройки на Саломатовской (ныне ул. К. Либкнехта). Летом этого же года мечеть была открыта, и с минарета впервые в Иркутске прозвучал азан. При мечети была школа.
Первым уездным имамом был утвержден мулла Гарых Баймуратов.
Небольшое деревянное здание не могло удовлетворить нужды мусульман Иркутска. Поэтому сразу же начался сбор средств на строительство каменного здания. К 1905 году строительство нового здания мечети было окончено, и Иркутск украсился выразительной архитектурной постройкой с высоким минаретом. Иркутская мечеть признавалась одной из лучших в России.

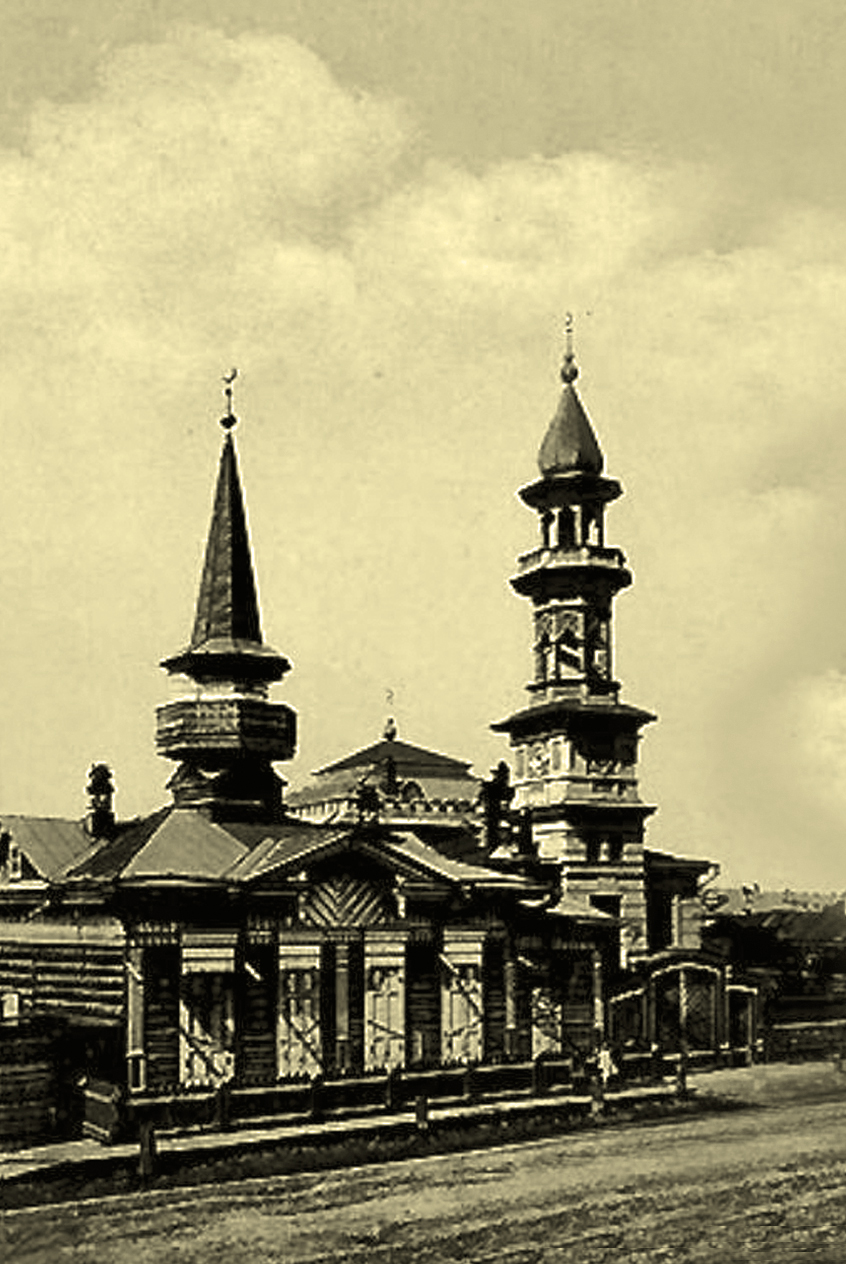

С 1939 по 1946 годы мечеть была закрыта. Здесь разместили жилые помещения, затем склады и овощехранилище. В этот же период был разобран минарет. Существует ошибочное мнение, что мечеть не закрывалась в течение советского периода российской истории, а прекращала функционировать только во время Великой Отечественной войны.[уточнить]
Весной 2012 года в рамках подготовки празднования 115-летия мечети при реконструкции восстановлен минарет.